# ژیل سولنیه
ژیل سولنیه (فرانسوی: Jill Saulnier‎؛ زادهٔ ۷ مارس ۱۹۹۲) بازیکن هاکی روی یخ اهل کانادا است.